# Fort Bulnes
Pour les articles homonymes, voir Bulnes.

Localisation de Fuerte Bulnes.

Fort Bulnes (en espagnol : Fuerte Bulnes) est le site historique d'un ancien fort situé dans la région de Magallanes et de l'Antarctique chilien, sur la péninsule de Brunswick, au Chili. Le site est à 62 km au sud de Punta Arenas et à 2 km au sud de Puerto del Hambre sur la rive occidentale du détroit de Magellan.

## Histoire
C'est un fort fondé en 1843 et construit sur une colline à Punta Santa Ana. Il est nommé en l'honneur de Manuel Bulnes Prieto, homme politique chilien.
La construction du fort fait suite à la colonisation de la région du sud du Chili mais en raison du climat et du terrain non favorables à la construction d'une ville, le fort est abandonné au profit de l'actuelle Punta Arenas.
Le fort sera reconstruit entre 1941 et 1943 et déclaré monument national en 1968. Il est aujourd'hui administré par la CONAF.

## Galerie

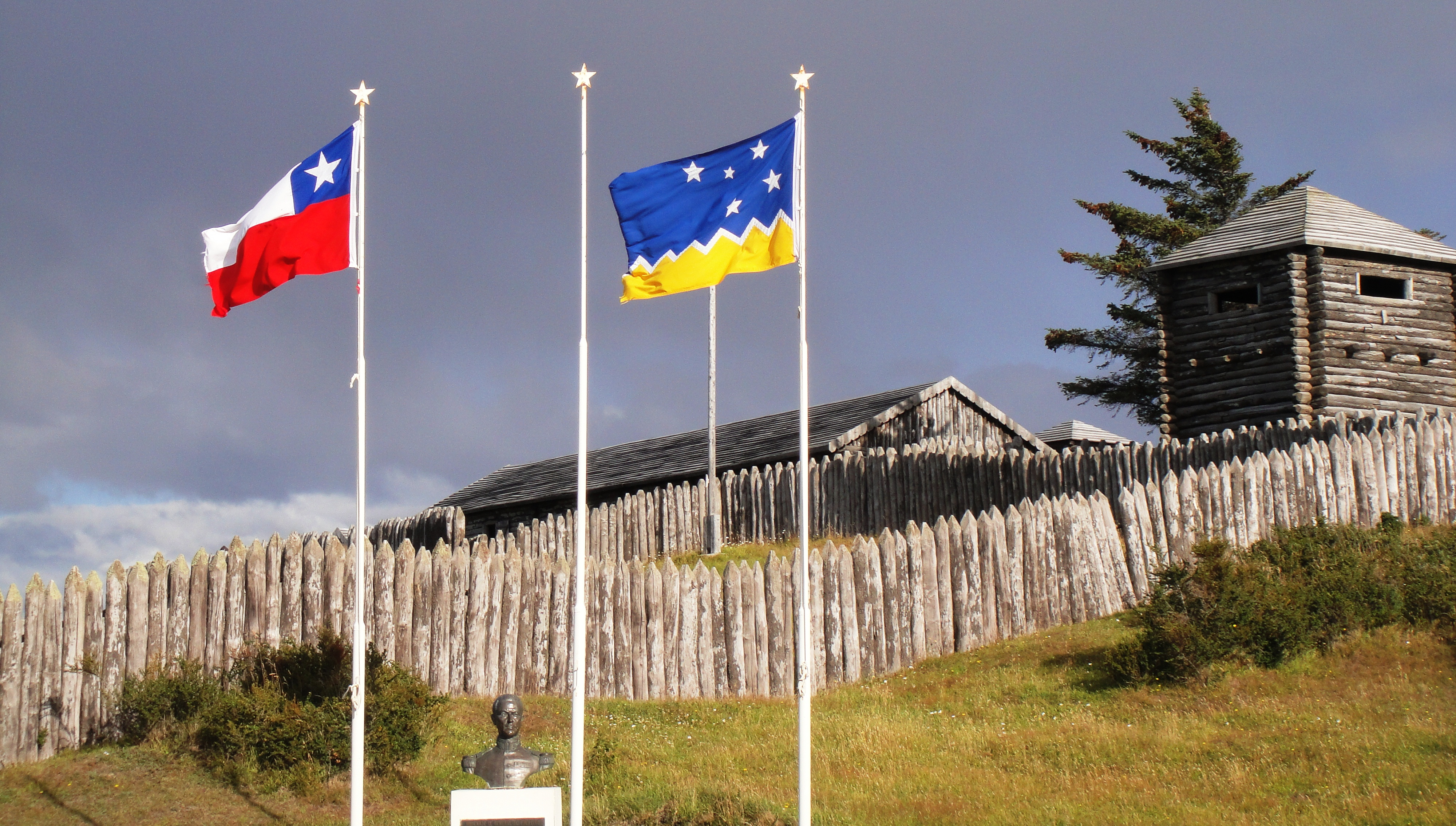
Entrée du Fort Bulnes.
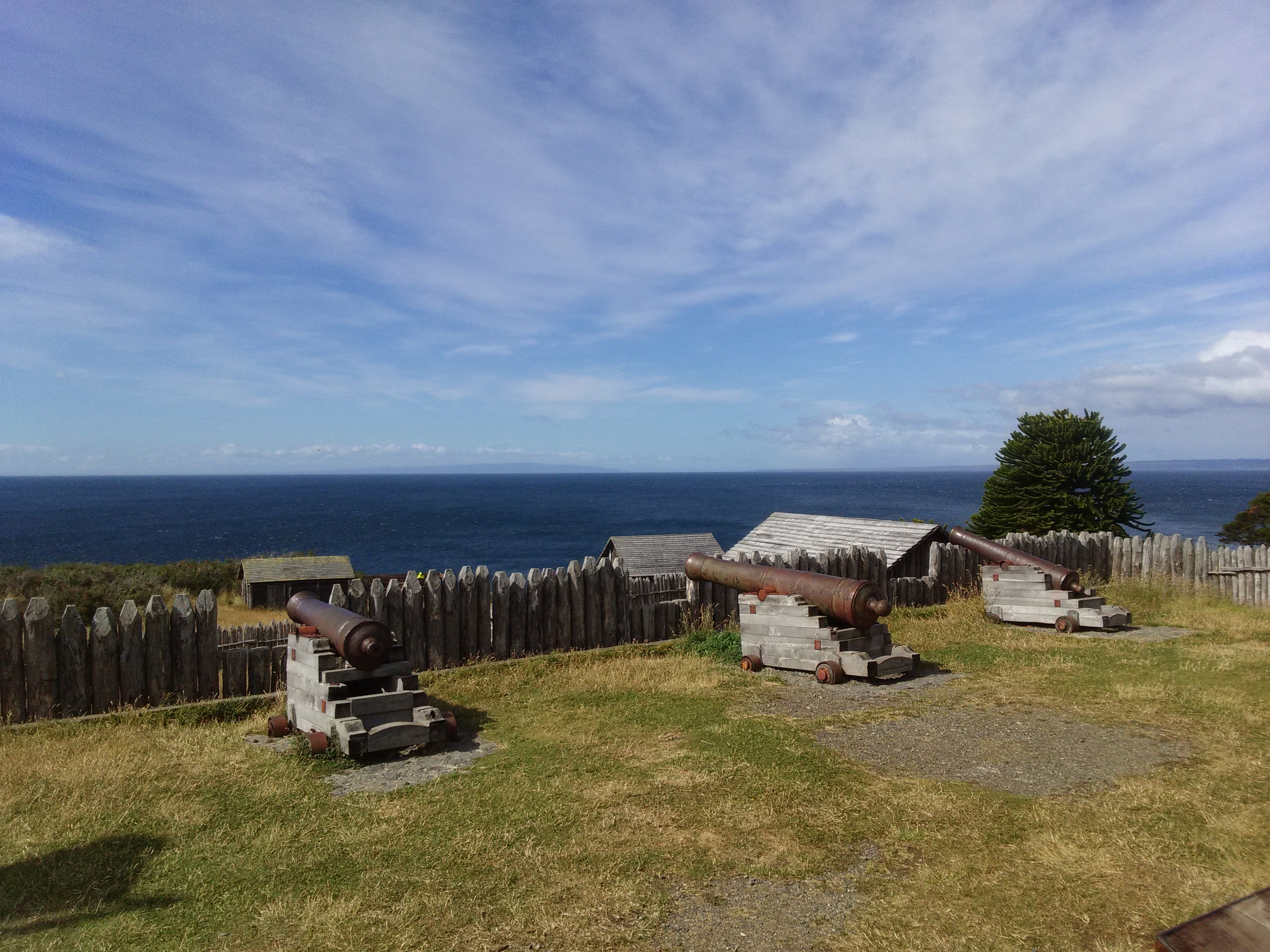
Canons du Fort Bulnes.
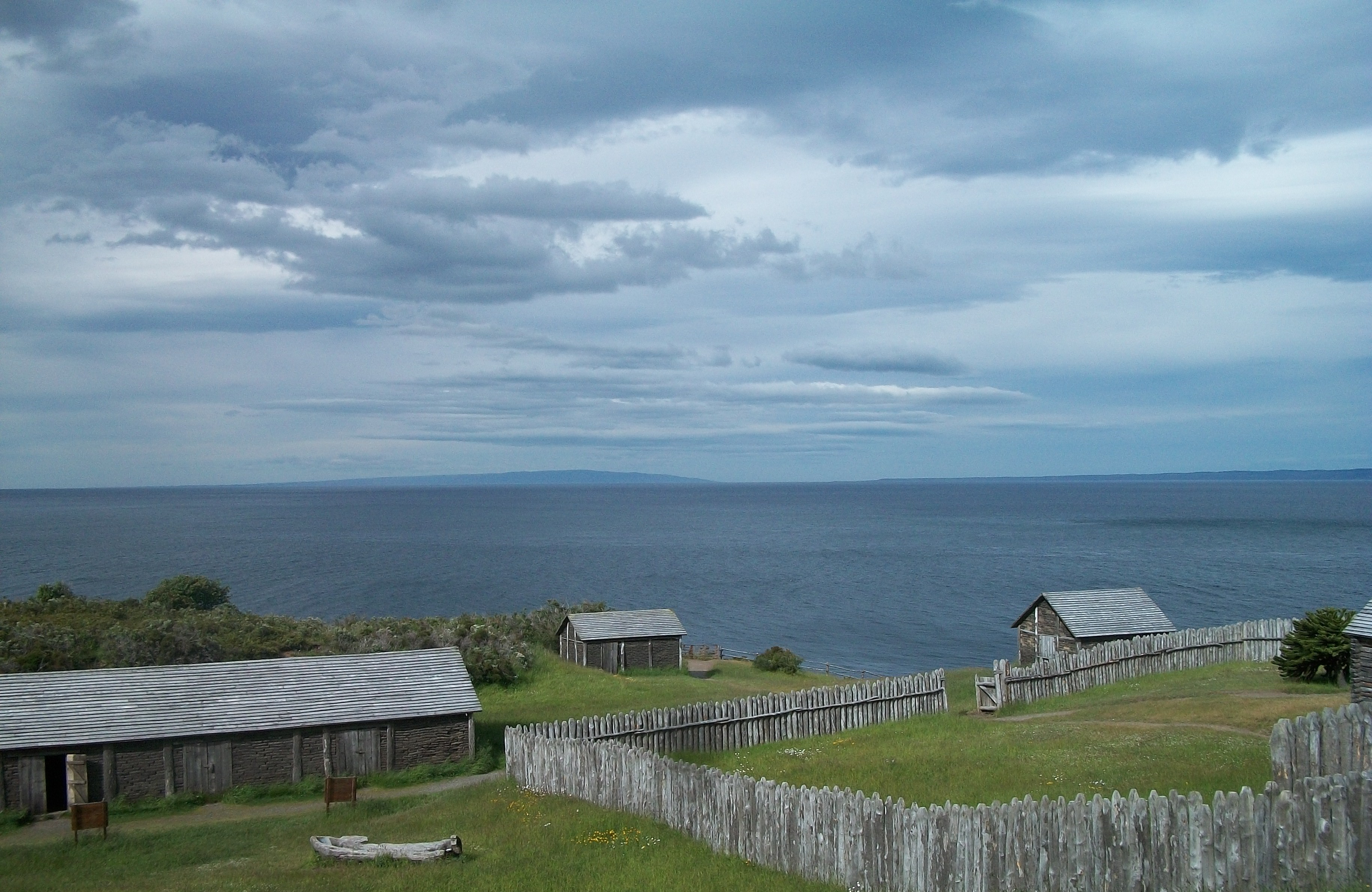
Vue du Fort Bulnes.

### Sources et bibliographie
- (es) Francisco Solano Asta-Buruaga y Cienfuegos, Diccionario geográfico de la República de Chile, D. Appleton y Compania, Nueva York, 1899, [lire en ligne], p. 582